# Ademir Kenović
Ademir Kenović (ur. 14 września 1950 w Sarajewie) – bośniacki reżyser, scenarzysta i producent filmowy.
W 1974 otrzymał dyplom Uniwersytetu w Sarajewie z języka i literatury angielskiej. W latach 1972–1973 studiował film i literaturę angielską w Ohio. Od 1989 profesor Akademii Sztuk Scenicznych w Sarajewie. Pracował nad filmami dokumentalnymi, fabularnymi i oświatowymi na potrzeby bośniackiej telewizji.

## Filmografia

### Reżyser
- Ovo malo duše (1986)
- Kuduz (1989) - trzykrotnie nominowany do Europejskiej Nagrody Filmowej (za rolę kobiecą, muzykę i debiut)
- Čovjek, Bog, Monstrum (1994)
- Zamknięty krąg (Savršeni krug, 1997) - film o oblężeniu Sarajewa w czasie wojny na Bałkanach; otrzymał Nagrodę im. François Chalais na 50. MFF w Cannes
- Ścigane przez inkwizycję (Secret Passage, 2004)

### Producent
- Čovjek, Bog, Monstrum (1994)
- Zapalnik (Gori vatra, 2003)
- Lato w Złotej Dolinie (Ljeto u zlatnoj dolini, 2003)
- Dni i godziny (Kod amidže Idriza, 2004)
- Posterunek graniczny (Karaula, 2006)